# إسماعيل بن خليفة الحسباني
إسماعيل بن خليفة أو إسماعيل بن خليفة بن عبد العالي الحسباني. عالم فقه ومحدث عربي مسلم، ولد في منطقة حسبان والتي تقع اليوم ضمن أمانة عمان الكبرى، وتلقى العلم فيها على يد شيوخها آنذاك. انتقل بعد ذلك إلى القدس ودمشق وأخذ العلم عن العلماء فيهما. وقد لازم العلم حتى انتهت إليه رئاسة مذهب الإمام الشافعي. يُذكر أن الشيخ قد درّس في كل من المدرسة الفتحية والجاروخية والأمينية في مدينة دمشق، كما تولى القضاء واشتغل في الحديث النبوي. له مؤلفات منها كتابه الذي احترق عند غزو تيمورلنك لدمشق وهو كتاب شرح المنهاج والذي كان في إحدى عشر مجلداً. وقد وَصفه أهل زمانه بالتواضع والعلم.

## قيل عنه
- «كان بارعا في الفقه والاصول، مسارعا إلى العمل بما علم من قول الله ورسوله»[5][6]
- قال عنه ابن حجي: